# Kunstverein
Kunstvereine dienen der Vermittlung zwischen zeitgenössischer Kunst und einem kunstinteressierten Publikum vornehmlich durch Ausstellungen und den Verkauf von Kunstwerken an ihre Mitglieder, insbesondere in Form von Jahresgaben. Sie werden meist in der Rechtsform des gemeinnützigen und eingetragenen Vereins geführt. In Deutschland existieren auf lokaler und regionaler Ebene über 300 Kunstvereine mit 120.000 Mitgliedern, die sich in der Arbeitsgemeinschaft Deutscher Kunstvereine zusammengeschlossen haben. Manche Kunstvereine betreiben in ihren Räumen eine Artothek.

## Geschichte
Die ersten Kunstvereine wurden im Zeitraum zwischen 1800 und 1840 vom aufstrebenden Bürgertum und von Künstlern selbst gegründet. Ihr Ziel war die Vermittlung zwischen Kunstinteressierten und zeitgenössischer Kunstproduktion und nicht zuletzt der Verkauf aktueller Kunstwerke. Die Beschäftigung mit Kultur und das Sammeln von Kunst sollte nicht nur dem Adel überlassen bleiben. Vereine, so auch die Kunstvereine, waren Ausdruck von Emanzipationsbestrebungen, ein Schritt in die moderne demokratische Gesellschaft, eine freie Korporationsform gegenüber dem Ständestaat. Zu den ältesten Kunstvereinen zählen die Albrecht-Dürer-Gesellschaft in Nürnberg (1792), der Kunstverein in Hamburg (1817, mit formeller Satzung seit 1822) und der Badische Kunstverein in Karlsruhe (1818). Seit dem beginnenden 19. Jahrhundert bildeten sich in fast jeder größeren deutschen Stadt Kunstvereine als frühe Bürgerinitiativen für Kunst. Wenig später bildeten sich als Standesvertretung der Künstler auch Künstlervereine, die in vielen Städten parallel zu den Kunstvereinen geführt wurden.
Im Jahr 2021 wurden von der Deutschen UNESCO-Kommission alle örtlichen Kunstvereine unter dem Titel „Idee und Praxis der Kunstvereine“ in das bundesweite Verzeichnis Immaterielles Kulturerbe aufgenommen. Im Aufnahmetext wurde erläutert, dass Kunstvereine Kunst und Kultur breiten Gesellschaftsschichten vermitteln, allen Menschen offen die Teilhabe an Diskursen zur zeitgenössischen Kunst ermöglichen und so ein Demokratieverständnis fördern, das dem Erhalt des Kulturerbes dient.

## Organisation
Im Vereinsrecht verankert, verfügen sie über einen von den Mitgliedern gewählten Vorstand. Während sich Museen vorwiegend der Sammlung von Kunst widmen und Galerien mit Kunst handeln, haben sich die Kunstvereine als gemeinnützige Institutionen ausschließlich der Förderung und Vermittlung von zeitgenössischer Kunst verschrieben. Mit Vorträgen, Führungen und Bildungsreisen informieren sie über aktuelle Entwicklungen und fördern die Auseinandersetzung und Diskussion zwischen Besuchern und Künstlern. Finanziert werden die Vereine durch Mitgliedsbeiträge, öffentliche Mittel und Sponsoren. In der Regel ernennt der Vereinsvorstand einen Direktor/Direktorin und ein Kuratorium. Eine erwähnenswerte Ausnahme bildet die basisdemokratische Neue Gesellschaft für bildende Kunst (NGBK) in Berlin-Kreuzberg, in der die Mitglieder Arbeitsgruppen bilden und Projektvorschläge einreichen können. Die NGBK entstand 1969 durch Abtrennung vom Berliner Kunstverein (heute: Neuer Berliner Kunstverein NBK).

### Arbeitsgemeinschaft Deutscher Kunstvereine
Die Arbeitsgemeinschaft Deutscher Kunstvereine (ADKV) in Berlin vertritt die Interessen der deutschen Kunstvereine und fördert gemeinsame Projekte.
Mitglied der ADKV können Kunstvereine werden deren zentrales Anliegen die öffentliche Präsentation und Vermittlung zeitgenössischer Kunst ist.

### Europäisches Netzwerk für Kunstvereine (ENAAK)
Seit Anfang 2016 kooperiert die Arbeitsgemeinschaft Deutscher Kunstvereine (ADKV) mit den Dachverbänden der schwedischen und norwegischen Kunstvereine Riksförbundet Sveriges Konstföreningar und Norske Kunstforeninger. Seit 2021 ist auch der finnische Kunstverein Finska Konstföreningen dieser Partnerschaft beigetreten. Ziel der Kooperation ist die Vernetzung und Stärkung europäischer Kunstvereine und kunstvereinsähnlicher Institutionen, die sich der Präsentation und Vermittlung zeitgenössischer Kunst widmen.

## Liste von Kunstvereinen
Diese Liste erhebt keinen Anspruch auf Vollständigkeit.

### Deutschland
| Ort                   | Name                                                                               | seit/bis   | Anmerkungen |
| --------------------- | ---------------------------------------------------------------------------------- | ---------- | --- |
| Aalen                 | Kunstverein Aalen                                                                  | 1983       | |
| Achim                 | Kunstverein Achim                                                                  | 1990       | |
| Ahlen                 | Kunstverein Ahlen                                                                  | 1988       | |
| Aichach               | Kunstverein Aichach                                                                | 2003       | Am 19. Oktober 1985 als Kunstkreis Aichach gegründet. |
| Aichwald              | Kunstkreis Aichwald                                                                | 2004       | Jahresausstellung: Im Spiegel der Bilder |
| Altena                | Kulturring Altena                                                                  | 1971       | |
| Arnsberg              | Kunstverein Arnsberg                                                               | 1987       | |
| Aschaffenburg         | Neuer Kunstverein Aschaffenburg                                                    | 1991       | |
| Aschersleben          | Aschersleber Kunst- und Kulturverein e. V.                                         | 1990       | |
| Augsburg              | Kunstverein Augsburg                                                               | 1833       | |
| Bad Hersfeld          | Kunstverein Bad Hersfeld e. V.                                                     | 1985       | |
| Bad Neustadt          | Kunstverein Bad Neustadt                                                           | 2002       | |
| Bad Reichenhall       | AkademieKlub – Kunstakademie Bad Reichenhall                                       | 2018       | Website der AkademieKlub |
| Bad Salzdetfurth      | Kunstverein Bad Salzdetfurth                                                       | 1991       | |
| Bamberg               | Kunstverein Bamberg e. V.                                                          | 1823       | |
| Bayreuth              | Kunstverein Bayreuth e. V.                                                         | 1980       | |
| Berlin-Frohnau        | Kunstverein Centre Bagatelle                                                       | 1994       | |
| Berlin-Kreuzberg      | Neue Gesellschaft für bildende Kunst (NGBK)                                        | 1960       | |
| Berlin – Marienbad    | pro arte vivendi                                                                   | 1998       | ein deutsch-tschechischer Kunstverein |
| Berlin-Mitte          | Neuer Berliner Kunstverein (NBK)                                                   | 1969       | ursprünglich: Berliner Kunstverein |
| Berlin-Mitte          | Kunstverein Ost (kvost)                                                            | 2018       | |
| Berlin-Tiergarten     | Kunstverein Tiergarten                                                             | 2005       | |
| Bernau bei Berlin     | Galerie Bernau-Förderkreis Bildende Kunst e. V.                                    | 1989       | |
| Bielefeld             | Kunstverein Bielefeld                                                              | 1929       | Träger des Museum Waldhof |
| Bodenburg             | Kunstverein Bad Salzdetfurth                                                       | 1991       | |
| Böblingen             | Kunstverein Böblingen                                                              | 1961       | |
| Bonn                  | Bonner Kunstverein                                                                 | 1963       | |
| Bonn-Bad Godesberg    | Kunstverein Bad Godesberg                                                          |            | |
| Brackenheim           | Kunstverein Brackenheim                                                            | 1980       | |
| Braunschweig          | Kunstverein Braunschweig                                                           | 1832       | in der Villa Salve Hospes |
| Bremen                | Kunstverein in Bremen                                                              | 1823       | Träger der Kunsthalle Bremen |
| Bremen                | GAK Gesellschaft für Aktuelle Kunst                                                | 1980       | |
| Bremerhaven           | Kunstverein Bremerhaven von 1886 e. V.                                             | 1886       | Träger der Kunsthalle Bremerhaven und des Kunstmuseums Bremerhaven |
| Brühl (Rheinland)     | Brühler Kunstverein                                                                | 1972       | |
| Chemnitz              | Kunsthütte Chemnitz                                                                | 1860       | |
| Coburg                | Kunstverein Coburg                                                                 | 1824       | |
| Coesfeld              | Kunstverein Münsterland                                                            | 1998       | |
| Cuxhaven              | Cuxhavener Kunstverein                                                             | 1991       | |
| Darmstadt             | Kunstverein Darmstadt                                                              | 1837       | |
| Dermbach              | Kunst- und Kulturverein Dermbacher Schloss e. V.                                   |            | |
| Detmold               | Kunstverein Lippe-Lippische Gesellschaft für Kunst e. V.                           | 1972       | |
| Dormagen              | Kunstverein Galerie-Werkstatt Bayer Dormagen                                       | 1980       | |
| Dortmund              | Dortmunder Kunstverein                                                             | 1984       | |
| Dortmund              | Hartware Medienkunstverein                                                         | 1996       | |
| Dresden               | Kunst- und Kulturverein Schloss Schönfeld e. V.                                    | 2005       | |
| Dresden               | Neuer Sächsischer Kunstverein                                                      | 1990       | Nachfolger des Sächsischen Kunstvereins (1828–1945) |
| Dresden-Loschwitz     | Alte Feuerwache Loschwitz e. V.                                                    | 1991       | |
| Düsseldorf            | Kunstverein für die Rheinlande und Westfalen                                       | 1829       | |
| Ellwangen             | Kunstverein Ellwangen                                                              | 1984       | |
| Emden                 | Gesellschaft für bildende Kunst und vaterländische Altertümer zu Emden             | 1820       | Viertältester Kunst- und Kulturverein Deutschlands |
| Erding                | Kunstverein Erding e. V.                                                           | 1972       | Ehemals „Künstlervereinigung Bunter Kreis“ bis 1982 |
| Erlangen              | Kunstverein Erlangen                                                               | 1904       | |
| Eschweiler            | Eschweiler Kunstverein. Städtische Kunstsammlung im Kulturzentrum Eschweiler       | 1982       | |
| Essen                 | Kunstverein im Bistum Essen e. V.                                                  | 1960       | |
| Essen                 | Kunstverein Ruhr e. V.                                                             | 1950       | 1950 als Tatkreis Kunst der Ruhr e. V. |
| Essenheim             | Essenheimer Kunstverein                                                            | 1988       | |
| Ettlingen             | Kunstverein Wilhelmshöhe Ettlingen e. V.                                           | 1985       | ursprünglich: „Freundeskreis Wilhelmshöhe“ |
| Frankfurt am Main     | Frankfurter Kunstverein                                                            | 1829       | im Steinernen Haus |
| Frankfurt am Main     | Kunstverein Familie Montez                                                         | 2007       | Die Honsellbrücke als neuer Standort 2013 |
| Frankfurt am Main     | Kunstverein EULENGASSE                                                             | 2003       | |
| Frechen               | Kunstverein zu Frechen                                                             | 1962       | |
| Freiburg im Breisgau  | Kunstverein Freiburg                                                               | 1827       | |
| Friedberg             | Kunstverein Friedberg                                                              | 1976       | |
| Fröndenberg/Ruhr      | Kunstverein Fröndenberg                                                            | 2011       | |
| Gelsenkirchen         | Kunstverein Gelsenkirchen                                                          | 1968       | |
| Gießen                | Neuer Kunstverein Gießen                                                           | 1998       | |
| Göppingen             | Kunstverein Göppingen                                                              | 1986       | |
| Görlitz               | Kunstverein für die Lausitz                                                        | 1855–1949  | aus politischen Beweggründen zwangsaufgelöst, 1991 als Kunstverein für die Lausitz neu gegründet |
| Görlitz               | Oberlausitzer Kunstverein                                                          | 1991       | Nachfolgeverein des Kunstvereins für die Lausitz |
| Göttingen             | Kunstverein Göttingen                                                              | 1968       | |
| Großkarlbach          | Sieben Mühlen Kunst- und Kulturverein                                              | 1990       | |
| Halle (Saale)         | Hallescher Kunstverein                                                             | 1834–1936  | Neugründung 1990 |
| Halle (Saale)         | Kunstverein „Talstrasse“                                                           | 1991       | |
| Hamburg               | Freunde der Kunsthalle                                                             | 1923       | |
| Hamburg               | Kunstverein in Hamburg                                                             | 1817       | |
| Hamburg               | Kunstverein St. Pauli                                                              | 2006       | |
| Hamburg-Harburg       | Kunstverein Harburger Bahnhof                                                      | 1999       | |
| Hamm                  | Kunstverein Hamm                                                                   |            | |
| Hannover              | Kestnergesellschaft                                                                | 1916       | 1936 aus politischen Gründen geschlossen, Neugründung 1948 |
| Hannover              | Kunstverein Hannover                                                               | 1832       | |
| Heidelberg            | Heidelberger Kunstverein                                                           | 1869       | |
| Heidenheim            | Kunstverein Heidenheim                                                             | 1973       | |
| Hasselbach            | Kunstverein Hasselbach                                                             | 1986       | |
| Heilbronn             | Kunstverein Heilbronn                                                              | 1879       | |
| Heinsberg             | Kunstverein Region Heinsberg                                                       | 1985       | |
| Heppenheim            | Kunstverein Heppenheim                                                             | 2009       | |
| Herford               | Herforder Kunstverein im Daniel-Pöppelmann-Haus e. V.                              | 1955       | |
| Herrenberg            | Kunstverein Herrenberg e. V.                                                       | 2002       | |
| Hildesheim            | Kunstverein Hildesheim                                                             | 1978       | |
| Hof                   | Kunstverein Hof e. V.                                                              | 1863, 1996 | |
| Hofheim am Taunus     | Kunstverein Hofheim e. V.                                                          | 1966       | |
| Husum                 | Kunstverein Husum und Umgebung                                                     | 1992       | |
| Ibbenbüren            | Kunstverein Ibbenbüren                                                             | 1965       | |
| Ingolstadt            | Kunstverein Ingolstadt                                                             | 1959       | im Stadttheater Ingolstadt, Kulturpreisträger von Ingolstadt |
| Iserlohn              | Kunstverein Villa Wessel                                                           | 1990       | Iserlohner Kunstpreis seit 2003 |
| Jena                  | Kunstverein Jena e. V.                                                             | 1903       | |
| Karlsruhe             | Badischer Kunstverein                                                              | 1818       | |
| Kassel                | Kunstverein Kassel                                                                 | 1835       | |
| Köln                  | Temporary Gallery                                                                  | 2008       | 2018 Preis für Kunstvereine der Arbeitsgemeinschaft Deutscher Kunstvereine und der Art Cologne. |
| Köln                  | Gemeinschaft der Künstlerinnen und Kunstfreunde                                    | 1927       | |
| Köln                  | Kölnischer Kunstverein                                                             | 1839       | |
| Konstanz              | Kunstverein Konstanz                                                               | 1858       | |
| Krefeld               | Krefelder Kunstverein                                                              | 1883       | |
| Landau in der Pfalz   | Kunstverein Villa Streccius                                                        | 1980       | |
| Landshut              | Kunstverein Landshut e. V.                                                         | 1970       | |
| Langenburg            | Hohenloher Kunstverein                                                             | 1958       | |
| Langenfeld            | Kunstverein Langenfeld                                                             | 1983       | |
| Langenhagen           | Kunstverein Langenhagen                                                            | 1981       | |
| Leipzig               | Leipziger Kunstverein                                                              | 1837–1945  | |
| Leipzig               | Neuer Leipziger Kunstverein                                                        | 1990       | Nachfolger des Leipziger Kunstvereins (1837–1945) |
| Leipzig               | Kunstverein Leipzig                                                                | 1993       | |
| Leipzig               | Kunstverein Delikatessenhaus                                                       | 2005       | Ausstellungsort: „Kunstraum NeuDeli“ |
| Leipzig               | D21 Kunstraum Leipzig                                                              | 2006       | |
| Leverkusen            | Kunstverein Leverkusen                                                             |            | |
| Lingen                | Kunstverein Lingen                                                                 | 1983       | |
| Ludwigsburg           | Kunstverein Kreis Ludwigsburg                                                      | 1973       | |
| Lübbecke              | Kunstverein Lübbecke e. V.                                                         | 1989       | |
| Lübeck                | Overbeck-Gesellschaft, Verein von Kunstfreunden e. V.                              | 1918       | Ausstellungspavillon im Skulpturengarten des Museums Behnhaus. |
| Lüneburg              | Halle für Kunst Lüneburg e. V.                                                     | 1995       | |
| Ludwigshafen am Rhein | Kunstverein Ludwigshafen                                                           | 1928       | |
| Mainz                 | Kunstverein Freigeist e. V.                                                        | 2010       | |
| Mainz                 | Kunstverein Eisenturm Mainz                                                        | 1975       | ursprünglich Förderkreis Eisenturm (1975), dann Künstlerhaus Eisenturm in Mainz – Freundeskreis Bildende Kunst (bis 1987)                                                                                        |
| Mainz                 | Verein für Kunst und Literatur                                                     | 1824–188?  | |
| Mannheim              | Mannheimer Kunstverein                                                             | 1833       | |
| Marburg               | Marburger Kunstverein                                                              | 1953       | ging aus dem „Künstlerkreis Marburg“ hervor |
| Meerane               | Meeraner Kunstverein                                                               | 1993       | |
| Meiningen             | NEKST e. V.                                                                        | 2001       | NEKST steht für Neuer Europäischer Kunstsalon Thüringen |
| Meißen                | Kunstverein Meißen                                                                 | 1992       | |
| Mölln                 | Lauenburgischer Kunstverein                                                        | 1984       | |
| Mönchengladbach       | MMIII Kunstverein Mönchengladbach                                                  |            | |
| Mosbach               | Kunstverein Neckar-Odenwald                                                        | 1977       | |
| Mülheim an der Ruhr   | Mülheimer Kunstverein e. V.                                                        | 1956       | |
| Mülheim an der Ruhr   | KUNSTVEREIN UND KUNSTFÖRDERVEREIN RHEIN-RUHR, Sitz Mülheim an der Ruhr (kurz KKRR) | 2012       | |
| München               | Paul Klinger Künstlersozialwerk e. V.                                              | 1974       | Internet-Präsenz |
| München               | Kunstraum München                                                                  | 1973       | ursprünglich: Freunde der bildenden Kunst (1926) |
| München               | Kunstverein München                                                                | 1823       | |
| München               | Positive-Propaganda e. V.                                                          | 2012       | Internationale Streetart und zeitgenössische sozialpolitische Kunst |
| München               | Verein für Original-Radierung                                                      | 1891       | |
| Münster               | Westfälischer Kunstverein                                                          | 1831       | |
| Münster               | Tätowierkunstverein                                                                | 1977       | Etablierung des Tätowierens als Erscheinungsform der klassischen bildenden Kunst. |
| Neuenhaus             | Kunstverein Grafschaft Bentheim                                                    | 1993       | |
| Nördlingen            | Kunstverein Nördlingen                                                             | 2001       | |
| Nümbrecht             | Kunstverein Nümbrecht                                                              | 1983       | |
| Nürnberg              | Albrecht-Dürer Gesellschaft Kunstverein Nürnberg                                   | 1792       | ursprünglich Kunst-Societät (1792), dann Verein von Künstlern und Kunstfreunden, 1830 mit dem Albrecht-Dürer-Verein (1818) zusammengeschlossen                                                                   |
| Nürnberg              | Kunstverein Nürnberg                                                               | 1976       | Kunstverein Hintere Cramergasse e. V., Frankenstrasse 200 |
| Oberhausen            | Kunstverein Oberhausen                                                             | 1950/1953  | |
| Oldenburg             | Oldenburger Kunstverein                                                            | 1843       | |
| Paderborn             | Kunstverein Paderborn e. V.                                                        | 1968       | |
| Passau                | Kunstverein Passau                                                                 | 1949       | |
| Pforzheim             | Kunstverein Pforzheim                                                              | 1877       | |
| Potsdam               | Potsdamer Kunstverein e. V.                                                        | 1912       | |
| Potsdam               | Kunstverein Kunsthaus Potsdam e. V.                                                | 2002       | |
| Potsdam               | Brandenburgischer Kunstverein Potsdam e. V.                                        | 1993       | |
| Radebeul              | Radebeuler Kunstverein                                                             | 1996       | Nachfolger des Kunstverein für die Lößnitz (1907–1914) |
| Recklinghausen        | Kunstverein Recklinghausen                                                         | 1989       | |
| Regensburg            | Kunst- und Gewerbeverein Regensburg                                                | 1838       | 1925 Fusion des Kunstvereins mit dem Gewerbeverein Regensburg (gegr. 1847) |
| Regensburg            | Neuer Kunstverein                                                                  | 1987       | |
| Reutlingen            | Kunstverein Reutlingen                                                             | 1953       | hervorgegangen aus der 1925 in Frankfurt am Main gegründeten Hans-Thoma-Gesellschaft |
| Rheinsberg            | Kunst- und Kulturverein Rheinsberg                                                 | 1990       | |
| Rosenheim             | Kunstverein Rosenheim e. V.                                                        | 1904       | gegründet im Rahmen einer Versammlung des Historischen Vereins Rosenheim |
| Rottach-Egern         | Förderverein Kunst & Kultur Rottach-Egern e. V.                                    | 1995       | |
| Rottweil              | Forum Kunst                                                                        | 1970       | |
| Rügen                 | Kunstverein Rügen                                                                  | 1991       | |
| Rüsselsheim am Main   | Kunstverein Rüsselsheim e. V.                                                      | 1993       | Der Kunstverein Rüsselsheim wurde im September 1993 von 23 kunstinteressierten Menschen aus Rüsselsheimer gegründet und in das Vereinsregister eingetragen. Die erste Ausstellung wurde im März 1994 realisiert. |
| Saarbrücken           | Neuer Saarbrücker Kunstverein                                                      | 2010       | |
| Schwäbisch Gmünd      | Gmünder Kunstverein                                                                | 1890       | |
| Schwäbisch Hall       | Kunstverein Schwäbisch Hall                                                        | 1997       | ursprünglich „Städtische Galerie“ (1976–1997) |
| Schweinfurt           | Kunstverein Schweinfurt                                                            | 1986       | ursprünglich „Freunde der Städtischen Sammlungen“ (1986–1992) |
| Schwerin              | Kunstverein Schwerin                                                               |            | |
| Schwerte              | Kunstverein Schwerte                                                               | 1987       | |
| Schwetzingen          | Kunstverein Schwetzingen                                                           | 1972       | |
| Seligenstadt          | Kunstforum Seligenstadt                                                            | 1986       | |
| Siegburg              | Kunstverein für den Rhein-Sieg-Kreis                                               |            | |
| Siegen                | Kunstverein Siegen                                                                 | 1980       | |
| Singen                | Kunstverein Singen e. V.                                                           | 1960       | Internet-Präsenz |
| Solingen              | Solinger Kunstverein                                                               | 1989       | |
| Speyer                | Kunstverein Speyer                                                                 | 1968       | |
| Stettin               | Pommerscher Verein für Kunst und Kunstgewerbe                                      | 1835       | ursprünglich Kunstverein für Pommern (1835–1910), 1924 aufgelöst |
| Stuttgart             | Kunstverein Wagenhalle                                                             | 2004       | |
| Stuttgart             | Stuttgarter Kunstverein                                                            | 1996       | |
| Stuttgart             | Württembergischer Kunstverein Stuttgart                                            | 1827       | |
| Tauberbischofsheim    | Kunstverein Tauberbischofsheim                                                     | 1981       | |
| Torgau                | Kunst- und Kulturverein Torgau                                                     | 1981       | |
| Trier                 | Kunstverein Trier Junge Kunst                                                      | 1995       | ursprünglich: Förderverein Junge Kunst (1991) |
| Ulm                   | Kunstverein Ulm                                                                    | 1887       | |
| Unna                  | Kunstverein Unna                                                                   | 1968       | |
| Viernheim             | Kunstverein Viernheim                                                              | 1999       | |
| Wedemark              | imago Kunstverein Wedemark                                                         | 1995       | Verein für Bildende Kunst, Musik, Literatur und Darstellende Kunst |
| Wedemark              | KUNSTverein 2000 Wedemark                                                          | 2000       | |
| Weinheim              | Kunstförderverein Weinheim e. V.                                                   | 1986       | |
| Weinstadt             | Kunstraum Weinstadt                                                                | 2013       | Internet-Präsenz |
| Werne                 | Kunstverein Werne                                                                  | 1995       | |
| Wesel                 | Niederrheinischer Kunstverein                                                      | 1981       | |
| Wiesbaden             | Nassauischer Kunstverein                                                           | 1847       | ursprünglich Gesellschaft der Freunde der bildenden Kunst im Herzogtum Nassau |
| Wolfenbüttel          | Kunstverein Wolfenbüttel                                                           | 1975       | |
| Wuppertal-Barmen      | Kunstverein Barmen                                                                 | 1866       | |
| Wuppertal-Elberfeld   | Bergische Kunstgenossenschaft e. V.                                                | 1905       | |
| Wunstorf              | Kunstverein Wunstorf                                                               | 1984       | |
| Würzburg              | Kunstverein Würzburg                                                               | 1989       | |
| Xanten                | Kunstverein Xanten e. V. (KUX)                                                     | 1974       | |

### Italien
| Ort     | Name                       | seit | Anmerkungen |
| ------- | -------------------------- | ---- | ----------- |
| Bozen   | Ar/ge kunst Galleria Museo | 1985 |             |
| Mailand | Kunstverein Milano         | 2010 |             |

### Österreich
| Ort        | Name                                                | seit | Anmerkungen                                                                 |
| ---------- | --------------------------------------------------- | ---- | --------------------------------------------------------------------------- |
| Wien       | Wiener Kunstverein                                  | 1830 |                                                                             |
| Wien       | museum in progress                                  | 1990 |                                                                             |
| Salzburg   | Salzburger Kunstverein                              | 1844 |                                                                             |
| Linz       | Oberösterreichischer Kunstverein                    | 1851 |                                                                             |
| Linz       | Vereinigung Kunstschaffender Oberösterreichs – bvoö | 1945 | ursprünglich: „Berufsvereinigung Bildender Künstler Oberösterreichs - BVOÖ“ |
| Klagenfurt | Kunstverein Kärnten                                 | 1907 |                                                                             |
| Graz       | Grazer Kunstverein                                  | 1986 |                                                                             |
| Tirol      | Tiroler Künstlerschaft                              | 1946 |                                                                             |

### Schweiz
| Ort        | Name                                    | seit/bis | Anmerkungen |
| ---------- | --------------------------------------- | -------- | ----------- |
| Basel      | Basler Kunstverein                      | 1839     |             |
| Bern       | Bernische Kunstgesellschaft             | 1813     |             |
| Muttenz    | Kunsthaus Baselland                     | 1997     |             |
| St. Gallen | Kunstverein St. Gallen                  | 1827     |             |
| Wil        | Kunsthalle Wil                          | 1991     |             |
| Winterthur | Kunstmuseum Winterthur                  | 1848     |             |
| Zürich     | Edition VFO, Verein für Originalgraphik | 1948     |             |
| Zürich     | Kunsthalle Zürich                       | 1985     |             |